# United Dance Organisation
United Dance Organisation (UDO) é uma organização de dança de rua. Fundada em 2002 por Simon Dibley, é atualmente a maior organização do ramo, com mais de 75.000 membros em 30 lugares, incluindo África, Austrália, Dubai, Alemanha, Japão e Países Baixos. A UDO hospeda anualmente 16 eventos regionais e seis nacionais, além de campeonatos britânicos, europeus e mundiais. A sua sede fica em Cardiff, País de Gales.

## Eventos

### Dance Show LIVE
Dance Show LIVE é a maior atração de dança da Escócia. Este evento é realizado na mundialmente famosa Arena SECC, de Glasgow.

## Subsidiárias

### UDO Academy
A UDO Academy, que faz parte do Grupo UDO, é uma plataforma educacional e de treinamento para dançarinos que desejam obter credenciamento em vários estilos de dança de rua. Em 2013, a UDO Academy lançou o UDO Street Dance Syllabus, que é projetado para permitir que dançarinos obtenham a credibilidade das notas 1 e 2 até um nível de professor. Ele apresenta uma base para todos os estilos de dança de rua.
Atualmente, existem mais de 500 escolas no Reino Unido que utilizam este programa de estudos, bem como escolas no Canadá, Grécia, Malta, Chipre e Tailândia.

### Encore

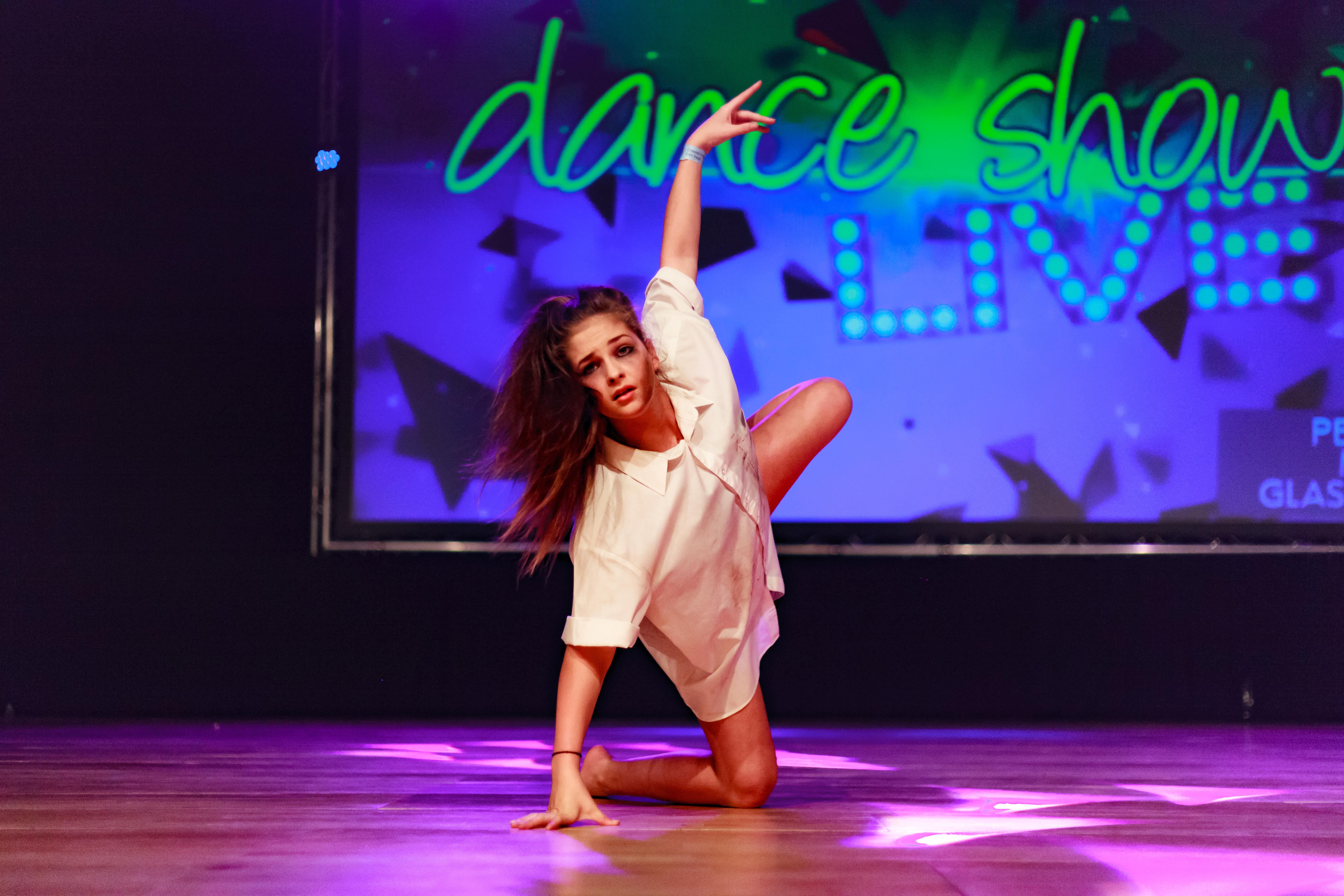
Uma artista no Dance Show LIVE, em agosto de 2016.

A Encore oferece eventos de jazz, balé, tap, teatro contemporâneo e musical, sendo anfitriã de eventos no Reino Unido e em Dubai. A Encore Weekend é um evento de dança realizado nos finais de semana no Reino Unido, representando todos os estilos de dança.

### Afiliados internacionais
A UDO possui aliadas na:
- Austrália
- Bélgica
- Canadá
- França
- Alemanha
- Itália
- Letônia
- Luxemburgo
- Países Baixos
- Rússia
- Ucrânia
- Irlanda do Norte
- Dinamarca
- África do Sul[16]

## Parcerias

### UDOIT! Dance Foundation
A UDOIT! Foundation é uma organização de caridade que oferece oportunidades para aspirantes do Reino Unido, desfavorecidos e deficientes. Desde 2014, a UDOIT! Dance Foundation é anfitriã do National Dance Championships. O evento possui workshops profissionais com juízes de diversos estilos de dança.

### UDO Embaixadores
Os embaixadores da UDO já incluíram Turbo do Got To Dance; Ashley Banjo, Mitchell Craske, Perri Kiely e Jordan Banjo do Diversity; Sisco Gomez e George Sampson do Britain's Got Talent.